# قلعه خویدک
قلعه خویدک در دهستان فهرج بخش مرکزی استان یزد در مرکز ایران واقع شده‌است.
در زمان‌های قدیم که راهزنان به روستاها حمله می‌کردند روستاییان برای حفظ جان خود به درون قلعه خویدک می‌رفتند. این قلعه بسیار گسترده‌است به‌طوری‌که گویااین قلعه خود یک روستای بزرگ بوده‌است.
در چهار طرف این قلعه چهار برج قرار دارد که در این برج‌ها سوراخ‌هایی تعبیه شده به‌طوری‌که وقتی راهزنان به قلعه نزدیک می‌شدند افرادی که در برج بودند بر آن‌ها تسلط کافی داشته‌اند و آن‌ها به وسیله تیر کمان‌های سنگی (منظور تیر وکمان‌هایی که به وسیله ان سنگ پرتاب می‌کردند) راهزنان را مورد حمله قرار می‌دادند.
قلعه خویدک یزد که به شماره ۱۳۰۲۹ در مرداد سال ۸۴ در فهرست آثار ملی کشور به ثبت رسیده از جمله شاهکارهای کویر ایران است که با مصالح کاملاً بومی و با استفاده از روش‌ها و متد معماری سنتی کویر ساخته شده‌است. ساخت و ساز فعلی بنا مربوط به دوران آل مظفر (قرن هشتم هجری) می‌باشد که در چندین مرحله نیز پس از آن تعمیراتی بر روی بنا انجام شده و در بعضی نقاط از جمله سقف یکی از اتاق‌ها خشت‌هایی با ابعاد معمول پیش از اسلام دیده شده که به احتمال قوی مصالحی است که در ساخت و ساز اولیه بنا در پیش از اسلام به کار برده شده و بعد از تخریب مجدد از همان مصالح برای تعمیرات دوباره بنا استفاده شده‌است.
در کتب تاریخ یزد متعلق به قرن ۹ و ۱۰ هجری به این قلعه اشاره شده که می‌توان از «تاریخ جدید یزد و جامع مفیدی» نام برد.
دیواره اطراف قلعه با ترکیب و چینه با ارتفاعی بیش از ۸ متر و با تزییناتی در نمای بیرونی ساخته شده‌است. ضمن آنکه درب ورودی قلعه با طاق هلالی بلند در ضلع جنوبی قلعه واقع شده‌است.
فضای داخلی قلعه به صورت چهار ردیف اتاقک‌هایی است که سه کوچه در امتداد شمالی – جنوبی، آن‌ها را از هم مجزا می‌کند و سقف این اتاق‌ها به صورت آهنگ و اکثراً با قوس هلالی است و بر روی بخشی از کوچه‌ها ساباط‌هایی دیده می‌شود.
اتاق‌های ضلع جنوبی و شرقی به صورت دو طبقه بوده‌اند که سقف طبقه سوم در اکثر موارد فرو ریخته‌است و در چهار گوشه قلعه برج‌های دیدبانی تعبیه شده‌است؛ در اطراف دیوار دو جداره قلعه خندقی به عرض ۱۰ متر وجود داشته‌است که در حال حاضر پر شده‌است. بقایای یک آسیاب آبی در جوار قلعه دیده می‌شود که در مسیر قنات بوده و نشان دهنده وجود سیستم آبرسانی در قلعه نیز می‌باشد و نام بنا برگرفته از نام روستای محل ساخت است.
بنای این قلعه باستانی با مساحت تقریباً ۲۲۵۲ متر مربع با خشت و گل احداث شده‌است و به عنوان قلعه مسکونی و تدافعی در طول سده‌های متوالی مورد استفاده بوده‌است.
با توجه به قدمت بسیار طولانی بنا، تعمیراتی که در مراحل مختلف بر روی بنا انجام شده منجر به تغییراتی در بنا نیز شده‌است. در دهه‌های اخیر لوله آب شهری تا آستانه ورودی قلعه کشیده‌است و خندق اطراف قلعه نیز در خیابان‌سازی دهه‌های اخیر پر شده‌است.
بنای یاد شده از معدود قلاع باستانی ایران در استان یزد به‌شمار می‌رود و به لحاظ اهمیت با ارگ بم قابل مقایسه است.

## نگارخانه

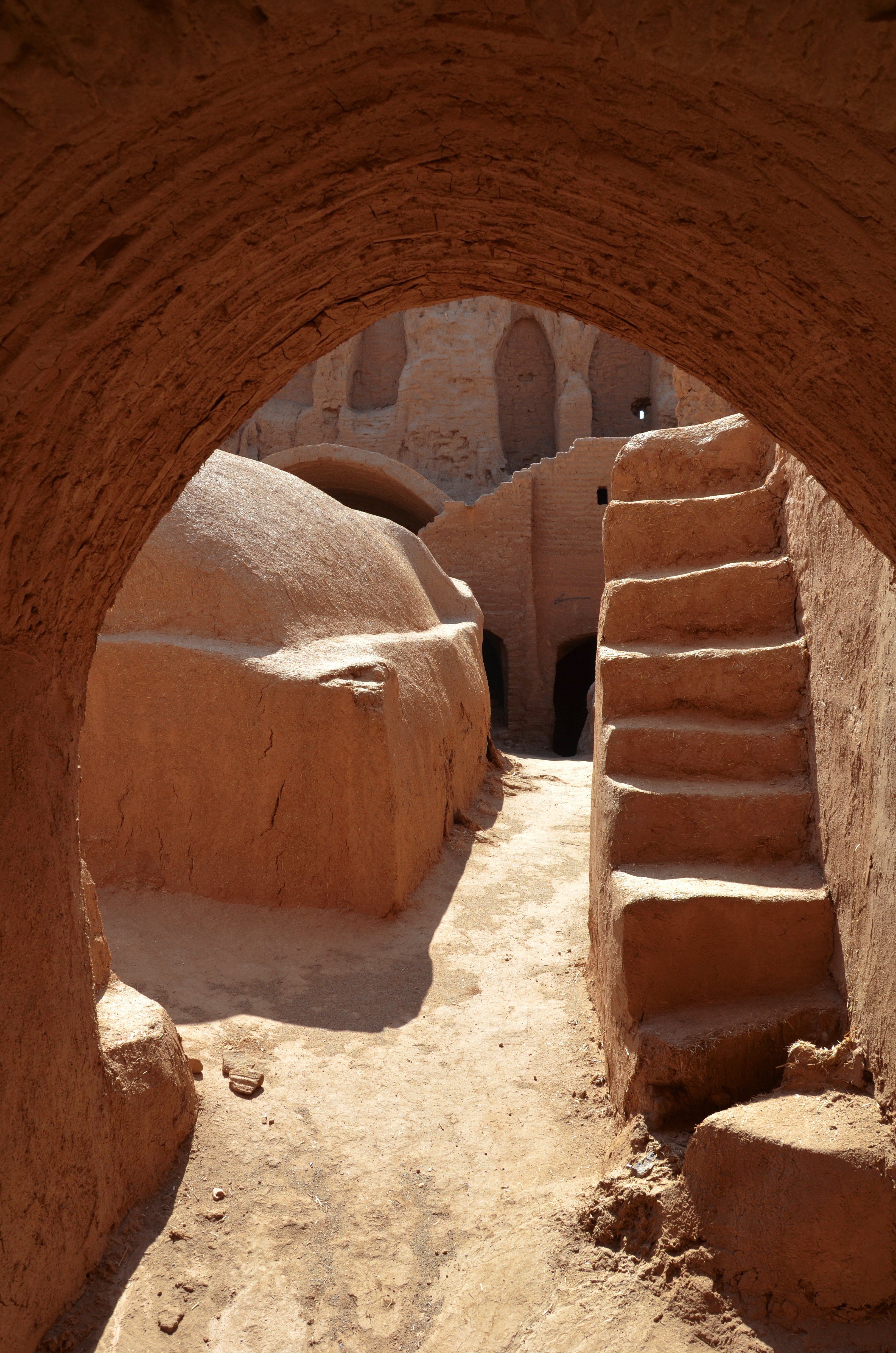
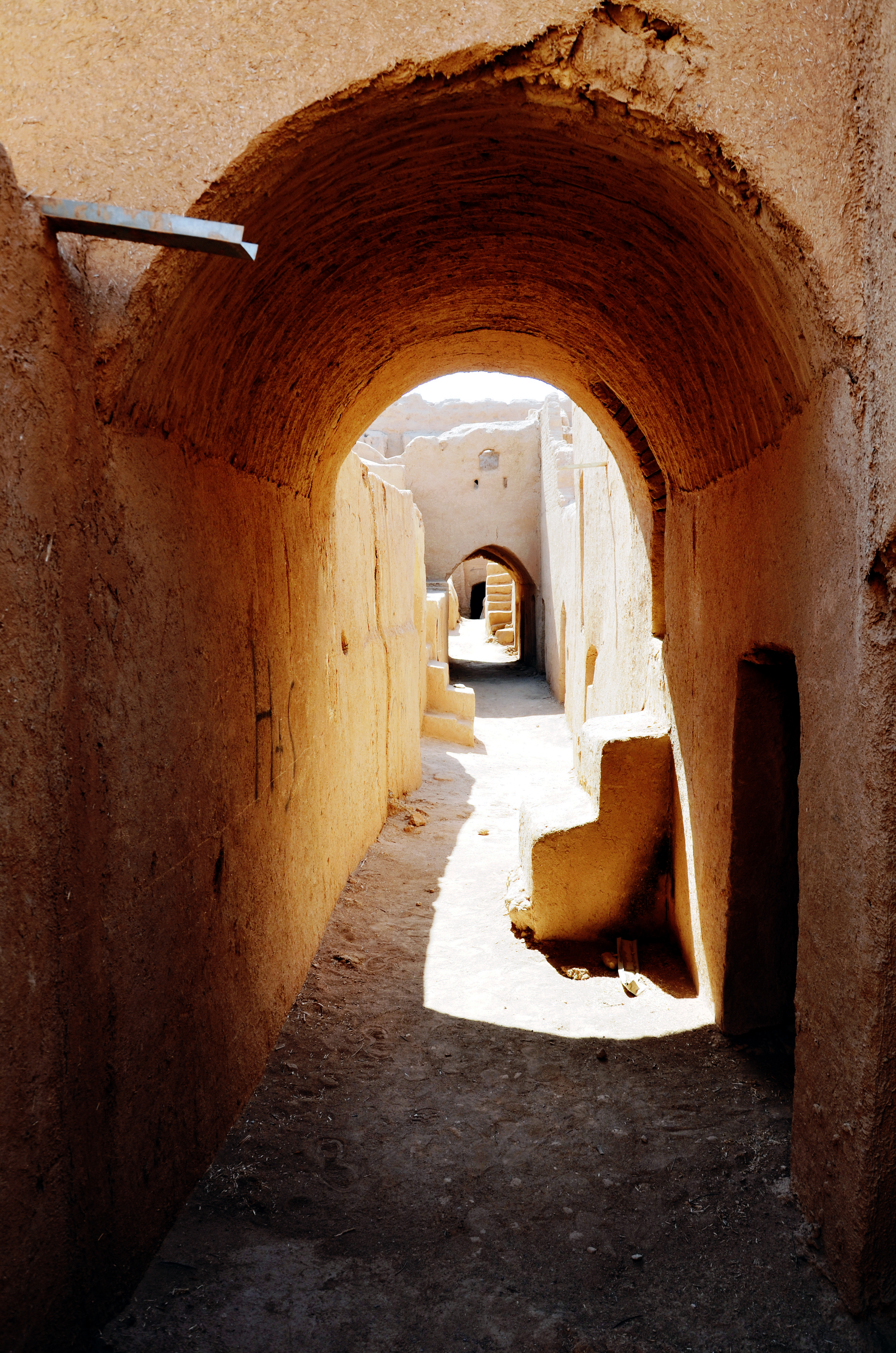
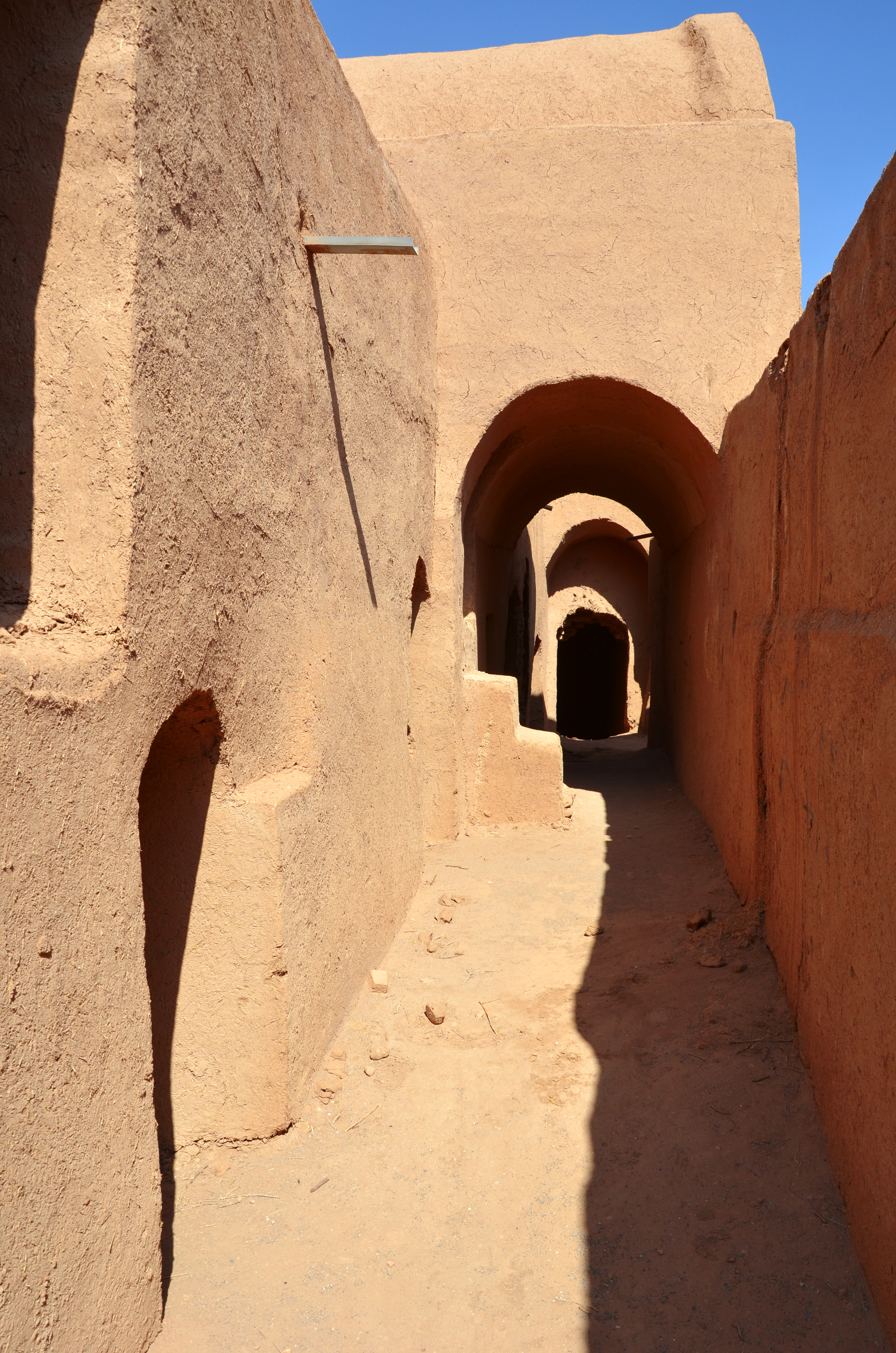
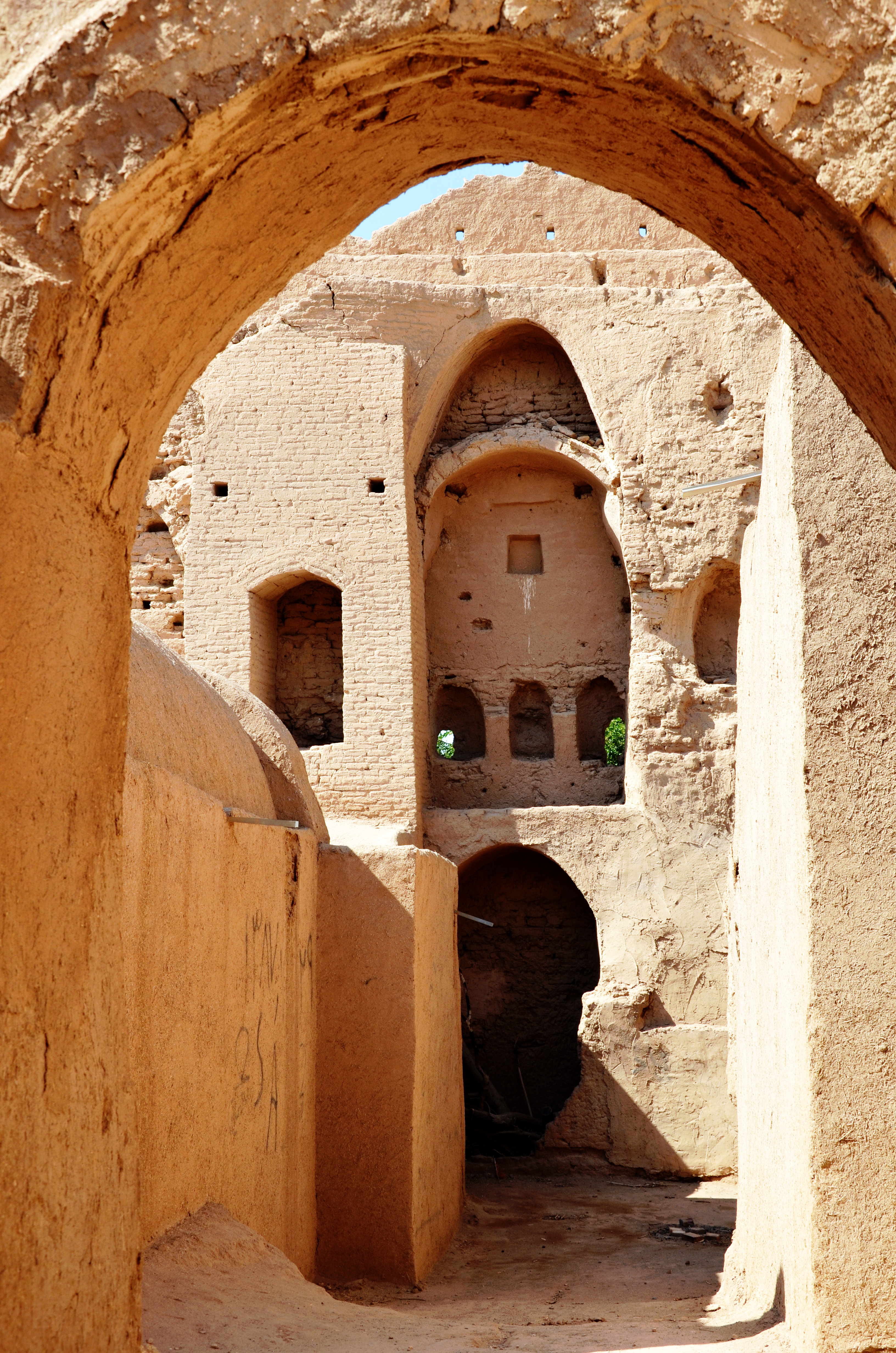
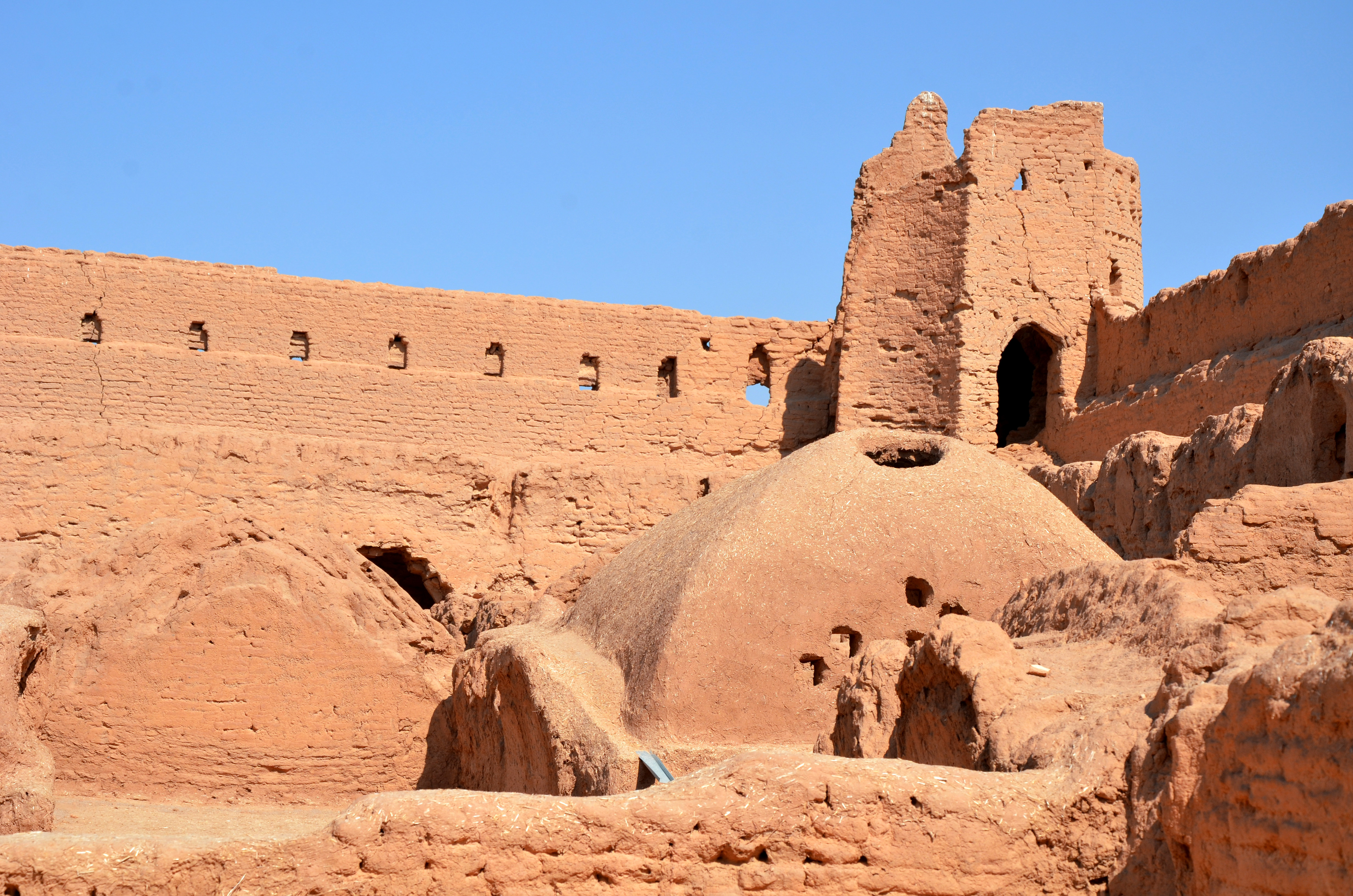
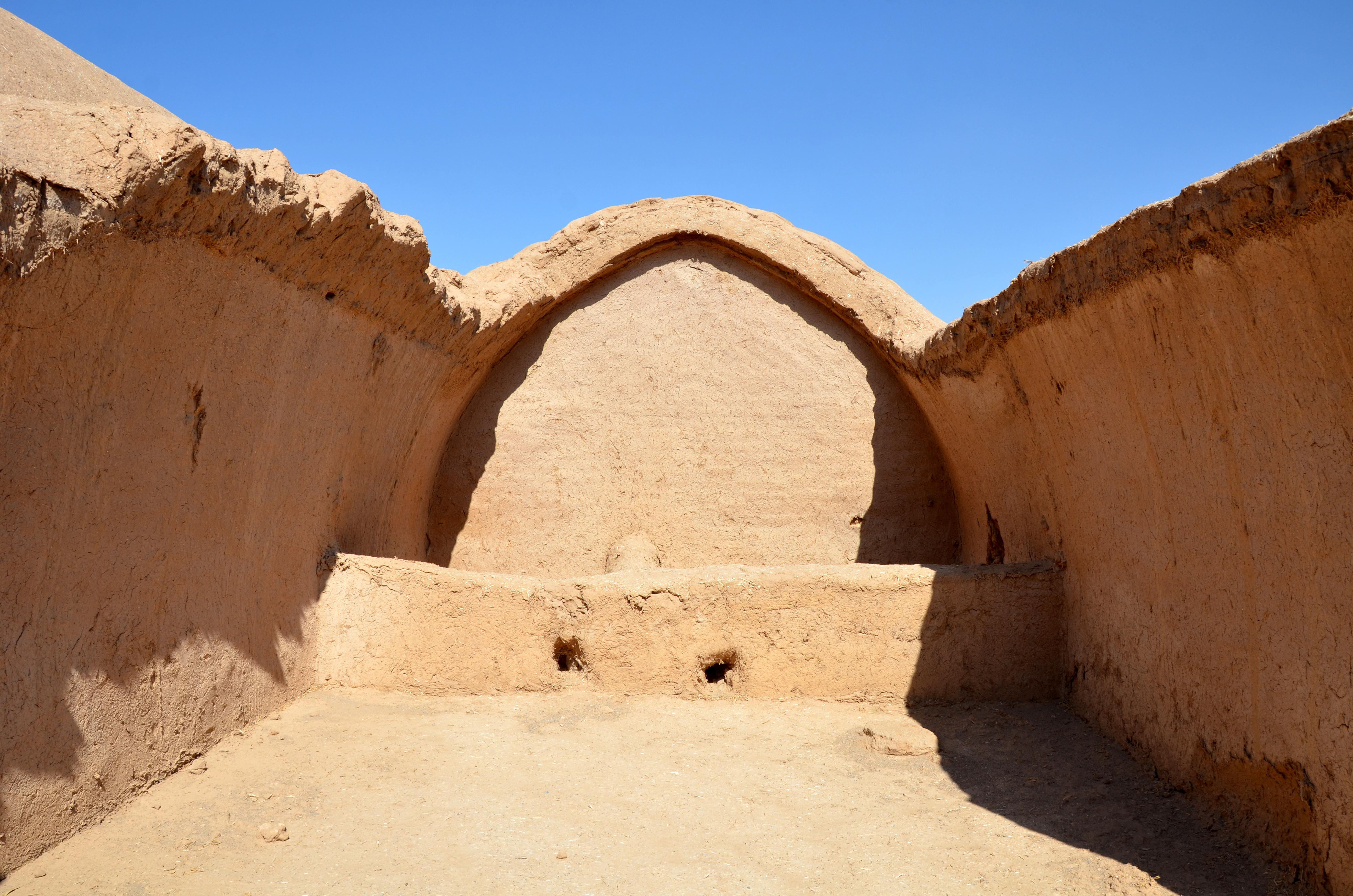
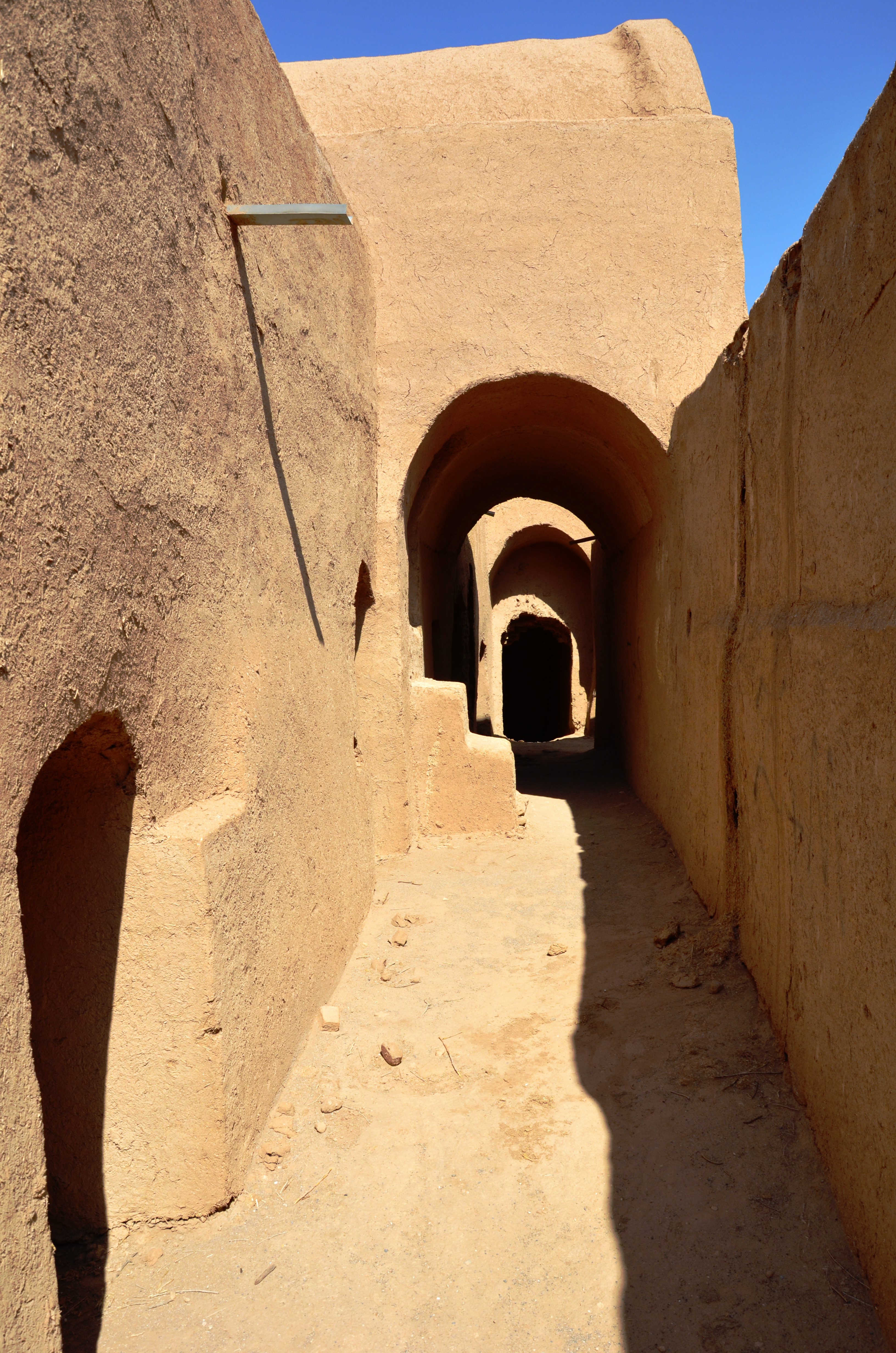
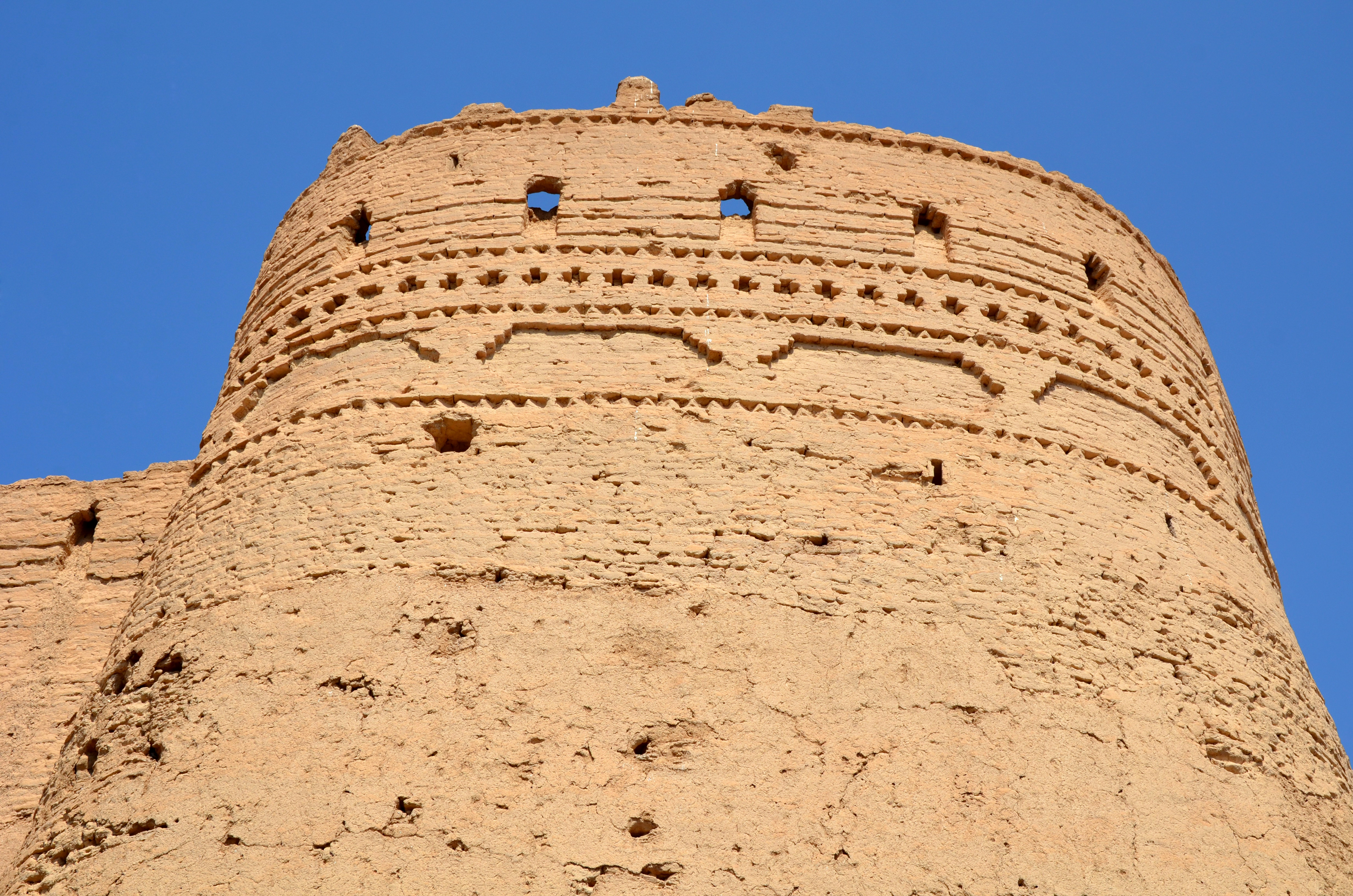
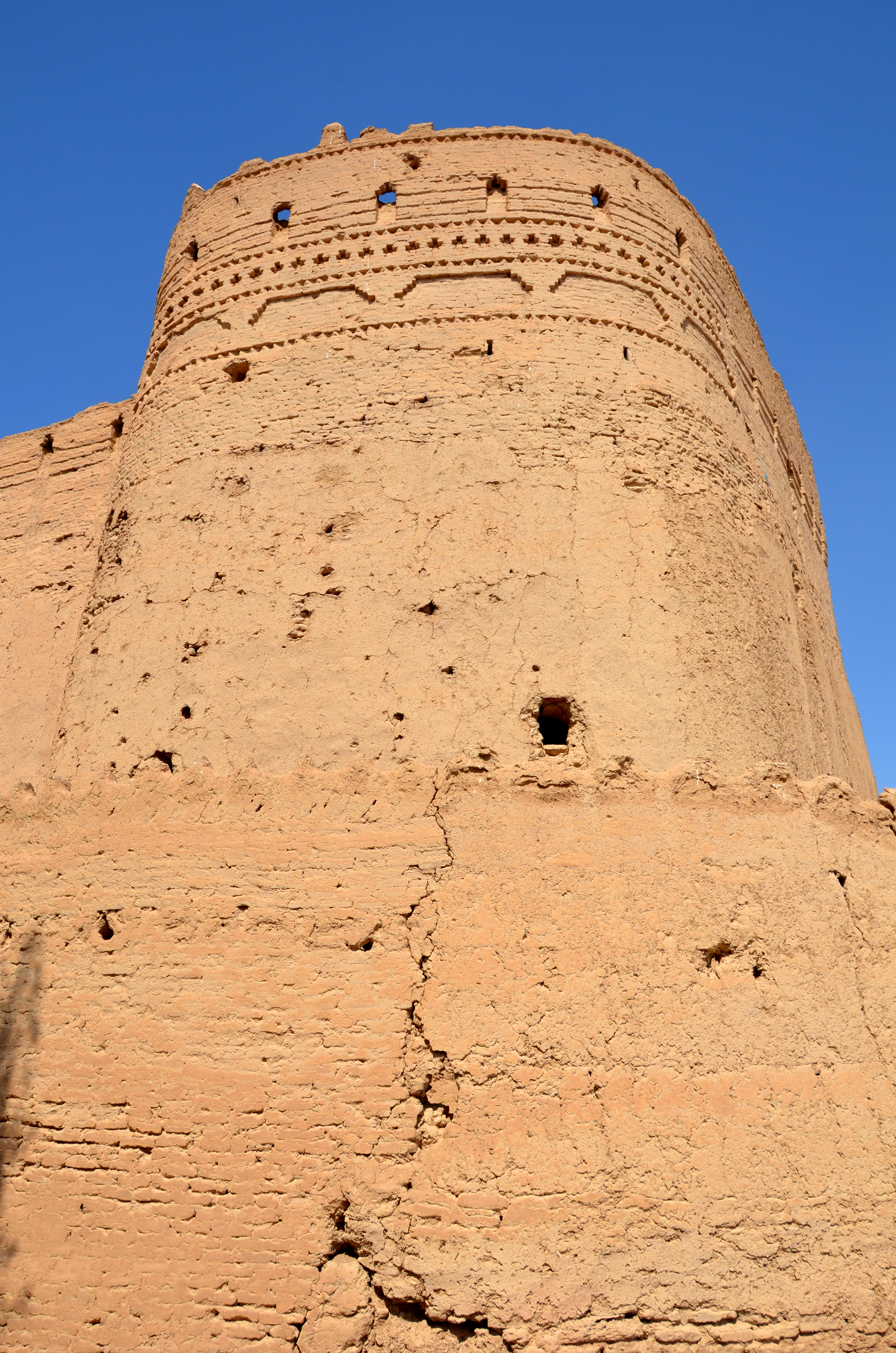
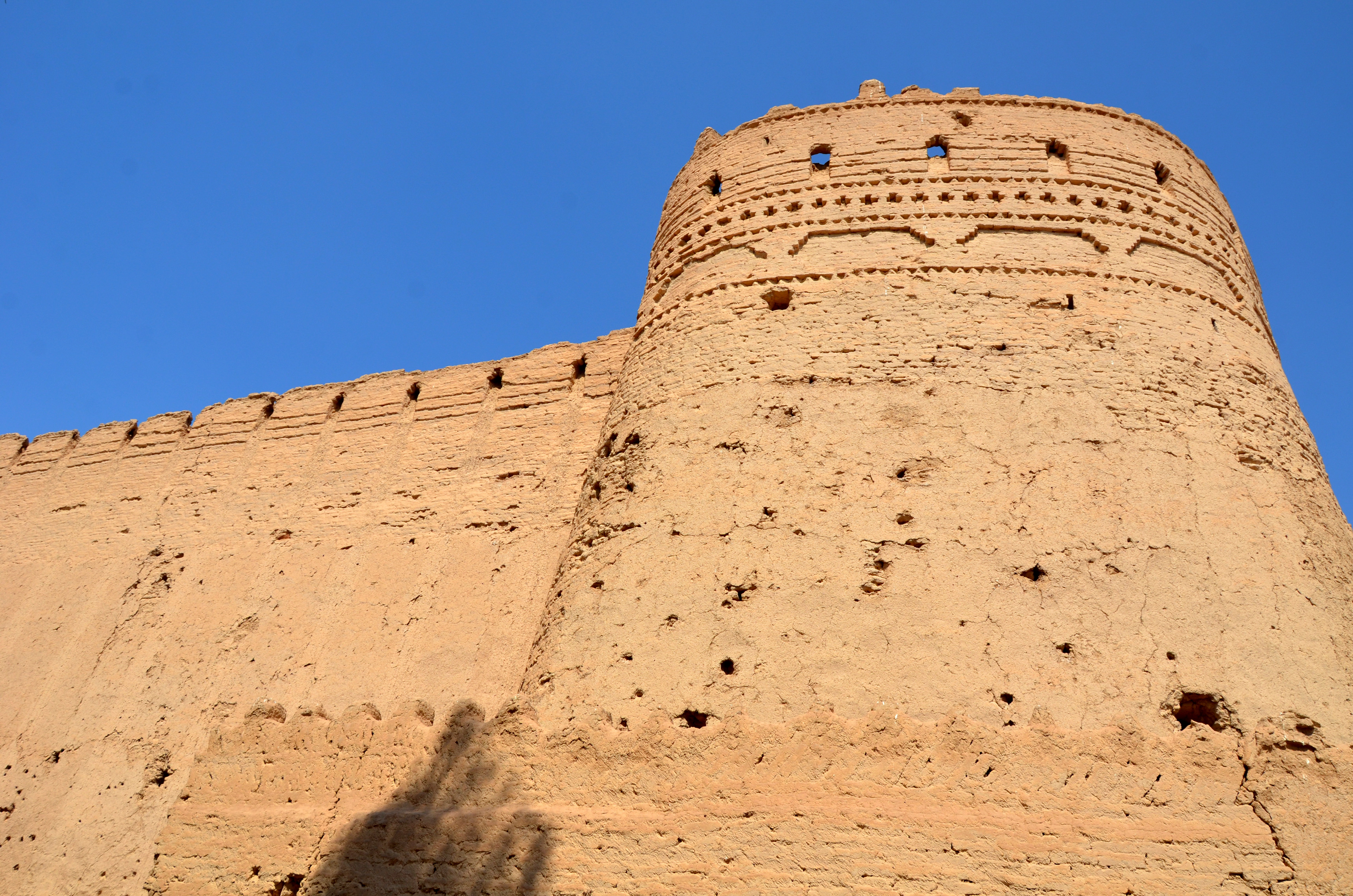
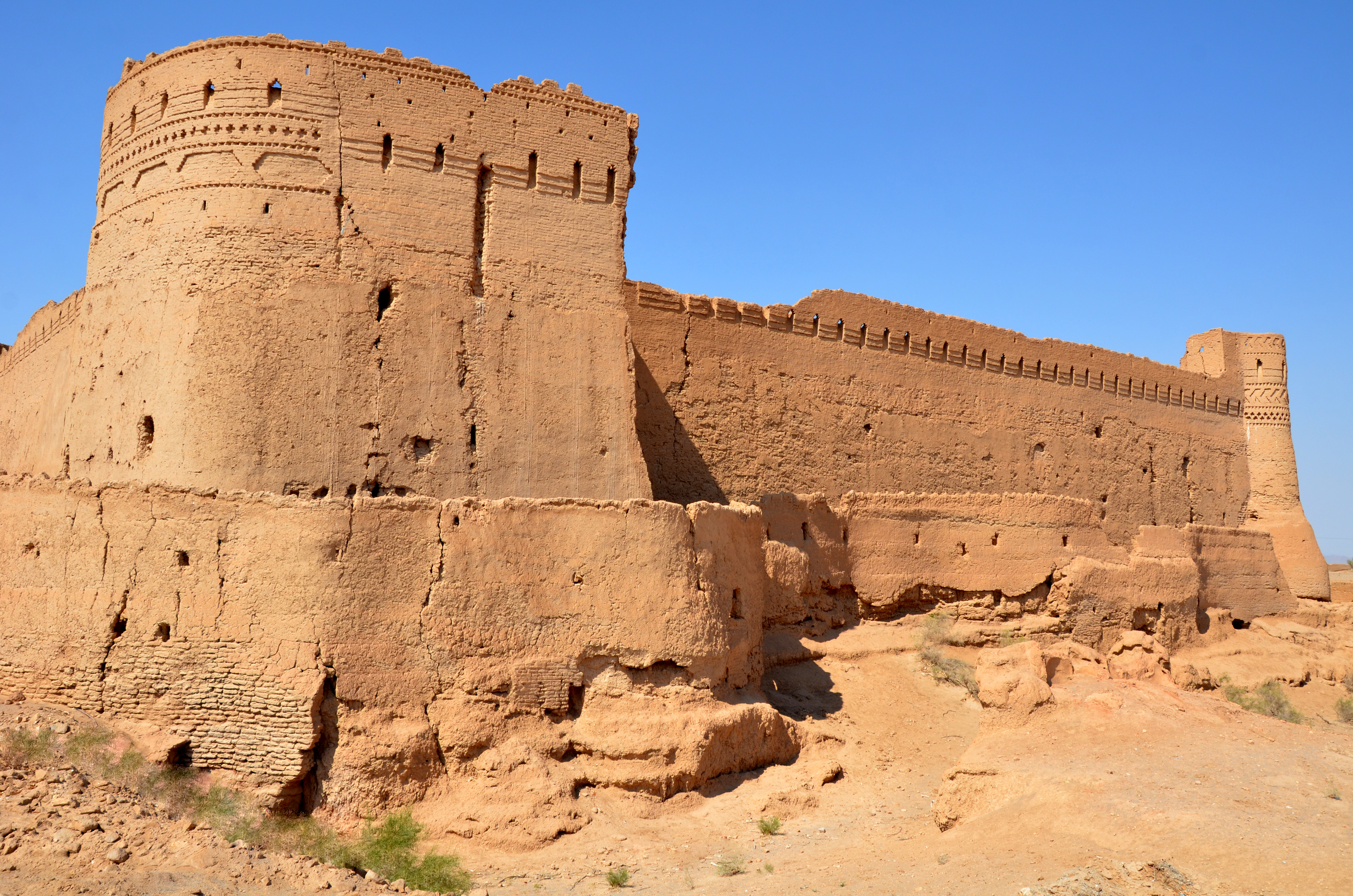
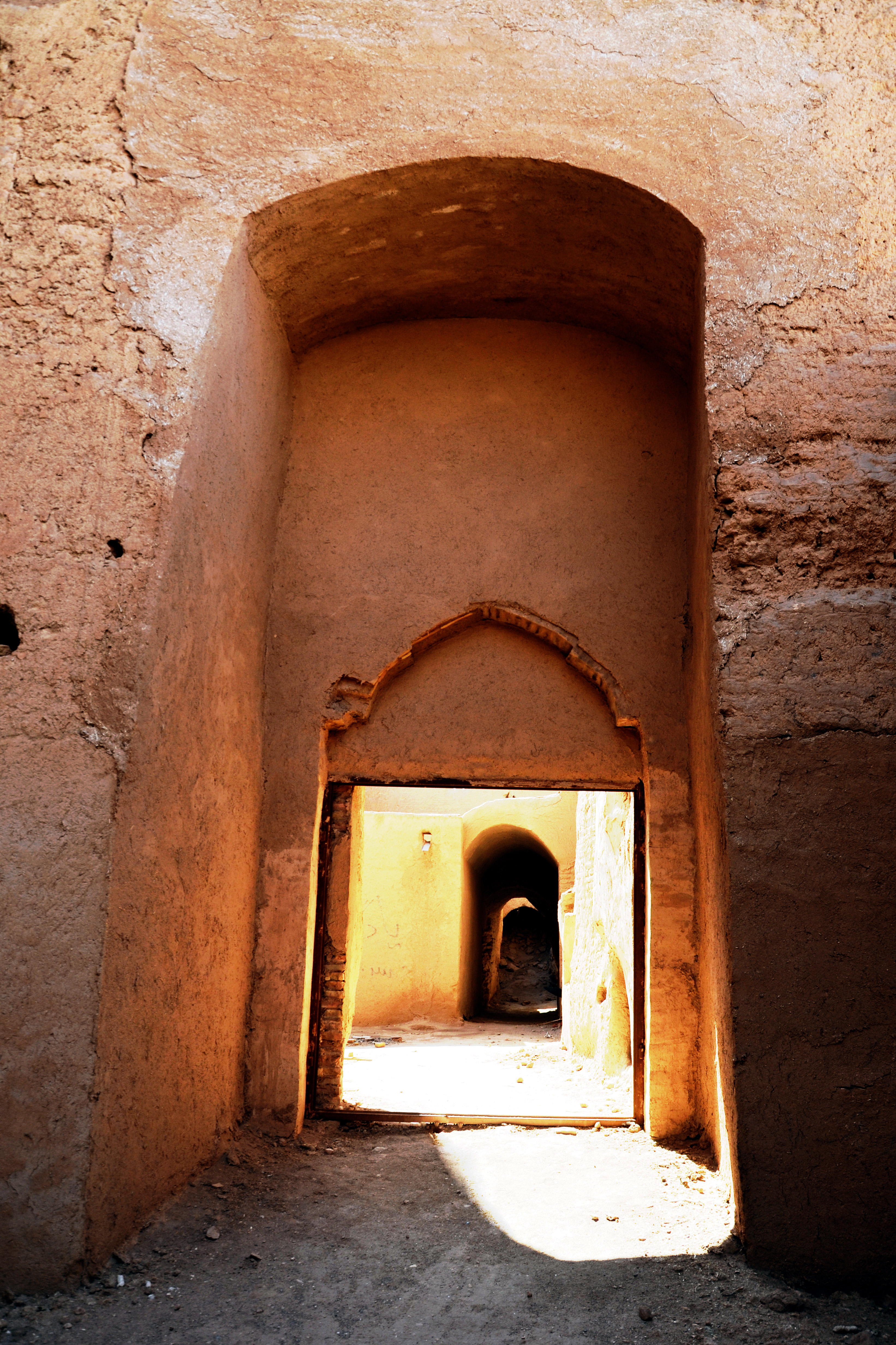